# Adolfo Matthei
Adolfo Matthei Schwarzenberg (Osorno, 21 de junio de 1902 - Santiago, 28 de abril de 1939) fue un ingeniero agrónomo chileno. En 1932 creó la antigua Escuela Superior de Agricultura de Osorno, hoy llamado Instituto Profesional Agrario Adolfo Matthei.

## Reseña biográfica
Hijo de inmigrantes alemanes en Osorno, Matthei realizó su educación primaria y secundaria en Chile y Alemania. Ingresó luego al antiguo Instituto Agronómico de Santiago, actual Facultad de Ciencias Agronómicas de la Universidad de Chile, desde donde egresó como ingeniero agrónomo el año 1925. Entre 1929 y 1931 permaneció en Alemania, realizando estudios de doctorado en la Humboldt-Universität zu Berlin. Tras su regreso a Chile se estableció en Osorno, lugar donde fundó la Escuela Superior de Agricultura en octubre de 1932. Matthei falleció joven, a los 37 años, por causa de una peritonitis.
Fue miembro del Movimiento Nacional-Socialista de Chile y se postuló a diputado por este partido en las elecciones parlamentarias de 1937, sin resultar electo.

## Principales Obras
- Fertilizantes calcáreos. Santiago: Imprenta Universitaria, 1925.
- Fertilizantes fosfatados. Santiago: Imprenta Universitaria, 1926.
- Fertilizantes nitrogenados. Santiago: Imprenta Universitaria, 1927.
- Landwirtschaft in Chile. Bielefeld-Leipzig: Verlag Velhagen & Klasing, 1929.
- Schafzucht in Patagonien. Berlin: Verlag Paul Parey, 1931.
- Untersuchungen über die Bodenfruchtbarkeit in Chile als Grundlage der inneren Agrarpolitik. Berlín: Buchdruckerei Ernst Siegfried Mittler und Sohn, 1931, (tesis doctoral, Humboldt-Universität zu Berlin).
- Suelos y abonos. Santiago: Imprenta Nascimiento, 1931.
- Política agraria chilena. Padre Las Casas: Editorial San Francisco, 1935.
- Hacia una acción colonizadora más eficiente en Chile. Osorno: Imprenta El Rayo, 1936.
- Agrarwirtschaft und Agrarpolitik der Republik Chile. Berlín: Verlag Paul Parey, 1936.
- La agricultura en Chile y la política agraria chilena. Santiago: Imprenta Nascimiento, 1939.